# Andropogoninae
Andropogoninae je podtribus trava u tribusu Andropogoneae.

## Rodovi
Postoji 11 rodova:
1. Andropogon L. (127 spp.)
2. Hyparrhenia Andersson ex E. Fourn. (59 spp.)
3. Schizachyrium Nees (64 spp.)
4. Diectomis P. Beauv. (2 spp.)
5. Diheteropogon (Hack.) Stapf (4 spp.)
6. Bhidea Stapf ex Bor (3 spp.)
7. Anadelphia Hack. (14 spp.)
8. Elymandra Stapf (6 spp.)
9. Monocymbium Stapf (3 spp.)
10. Exotheca Andersson (1 sp.)
11. Hyperthelia Clayton (6 spp.)